# アビックグループ
アビックグループは、ソニーの完全子会社で（後にソニーマーケティンググループとなる）、同社の製品を中心に扱う電気店グループである。

## 概要
1966年12月に設立し、主にソニーが製造・販売するテレビ、ビデオ、DVDなどのハード・ソフト類から、オーディオアクセサリー商品、業務用商品、プレイステーション、携帯電話などのエンドユーザー向け販売を手がけた。「ソニー製品の販売を汎用家電店に任せるのではなく、自らがコンセプトから正しく伝え、自社製品の価値を高める会社」という意向で、特に2000年から水面下で直営店戦略を立て続けた。1998年頃から2005年頃にかけて楽天市場へA-netという店舗を構えていた時期もあり、全国のネットに強いソニーショップで展開されていた「e-SonyShop」（VAIO OWNER MADEなどが購入できる店舗）では、リーダー的な役割を担っていた。aiboが最初に発売された当初は、唯一購入できたリアル店舗はアビック銀座ソニービル店のみであった。2008年にそれまでヨーロッパで展開していたソニーセンターを国内で初めて展開（高円寺、仙台市）するなど、最後まで新しい取り組みを続けてきた。ソニーのブランドを掲げずに運営した理由に、当時の日本の商慣習においてメーカーが直販することは販売店網の運営にとって得策ではないとされていたことが挙げられる。
当時はソニーグループ内の社販も担当して、旧ソニー本社を始めとした各事業所内にアビック・コーセイという店舗を構えたが、ソニー製品だけで地域家電店が独立採算で経営を継続することは困難で、Apple Storeが台頭して、日本でもメーカーが直販店を構えることに抵抗がなくなってきたタイミングもあり、経営体質が改善されないアビックを閉鎖してソニーストアを本格展開することを決定した。2010年7月31日に全国9店舗全ての閉店を決定し、顧客や一部のスタッフはソニーストアが引き継いだ。

## 会社の再編
2000年頃にソニーマーケティングが地方拠点ごとに運営していた、サンライフ、アビック、ソニック、コール、法人向け販社のアビックシステム（後に共信コミュニケーションズ）などのソニー専門販売会社を再編し、アビックグループとなった。
主にサンライフは白物家電を含む地域家電店、アビック (AVIC) やソニックはソニー専門店、コール (CALL) はバブル時代前期から地方で展開されていたソニーのコンセプトストアであった。CALLの意味はカルチャー、コンサルティング、コミュニケーションの３つ (ALL) を網羅するソニーコミュニケーションスペースの意味で、今でもいくつかの法人で継続運営されている。

## 2010年7月31日閉店時点のアビックグループの店舗
- コール仙台泉店（ソニーセンター・コール仙台泉店）
- 阿佐ヶ谷店
- 高円寺店（ソニーセンター・アビック高円寺店）
- 下北沢店（後期はアウトレット製品の取り扱いも行なっていた）
- 銀座ソニービル店（後期は主にツーリスト製品を取り扱っていた（海外顧客向け））
- 名古屋駅前店（主にツーリスト製品（海外顧客向け））
- 中部国際空港店（主にツーリスト製品（海外顧客向け））
- 日本橋店（大阪）（２Fに一眼レフカメラαシリーズの専門フロアを設置）
- 関西空港店（主にツーリスト製品（海外顧客向け））

## 過去にあった店舗
- 自由が丘店
- 横浜ジョイナス店
- 上永谷店
- 河原町店
- コール釧路店
- 吉祥寺店
- 玉川高島屋店
- 新橋デジタル館
- 名古屋デジタル館（デジック）
- 第一アメ横店
- 第二アメ横店
- 中野店
- 有楽町店
- コール宇都宮店
- コール富山店
- コール高岡店
- 八重洲店（通信館）
- 天神地下街店
- アビック・コーセイ（ソニー各事業所内）
- その他多数店舗